# John Carter Cash
John Carter Cash, född 3 mars 1970 i Nashville, Tennessee, är en amerikansk sångare och låtskrivare och det enda gemensamma barnet till Johnny och June Carter Cash.
Han föddes i en familj med sex halvsystrar, Rosanne Cash, Carlene Carter, Kathy Cash, Rosie Nix Adams, Cindy Cash, och Tara Cash och uppträdde tillsammans med dem och sina föräldrar.
Han bor i Hendersonville, Tennessee med sin andra fru Laura Weber och deras barn Anna Maybelle och Jack Ezra samt sonen Joseph John från ett tidigare äktenskap.
John Carter Cash deltog i skapandet av filmen Walk the Line som handlar om hans föräldrars tidiga år och kärlekshistoria.

## Diskografi
Album
- 2003 – Bitter Harvest
- 2010 – The Family Secret